# Ephippiger terrestris
Ephippiger terrestris (лат.) — вид насекомых из семейства настоящих кузнечиков.

## Подвиды
Вид подразделяется на 3 подвида:
- Ephippiger terrestris bormansi Brunner von Wattenwyl, 1882 (в Италии и Швейцарии)
- Ephippiger terrestris caprai Nadig, 1980 (в Италии)
- Ephippiger terrestris terrestris Yersin, 1854

## Синоним
- Ephippigera terrestris Yersin, 1854

## Распространение
Обитает в Средней и Юго-Западной Европе (Франция, Италия и Швейцария). Подвид E. t. bormansi встречается только в северной Италии и южной Швейцарии.

## Места обитания
Встречается на теплых горных лугах и пастбищах, в открытых скалах и в низкорослых кустарниках на высоте 1000—2000 метров над уровнем моря.

## Внешний вид и строение

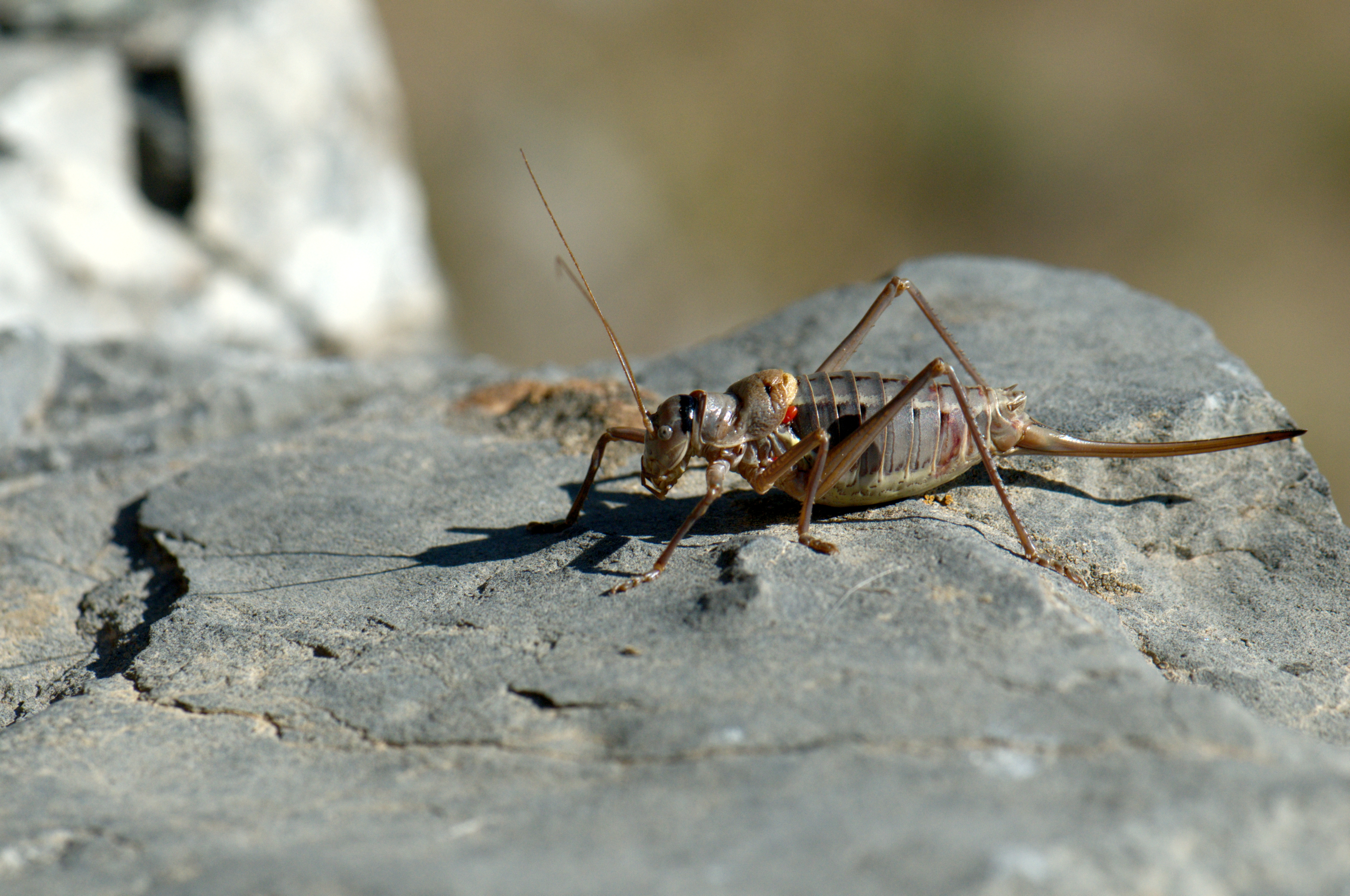
Ephippiger terrestris terrestris. Самка

Ephippiger terrestris может достигать длины тела около 23—28 мм (самцы) и около 28—32 мм (самки), а яйцеклад может достигать около 25—28 мм.
Они обычно голубовато-зеленые. Тем не менее, у обоих полов цвет тела довольно изменчив, и часто встречаются оливково-зеленые, бежевые и серо-коричневые цветовые вариации. Желтоватая линия проходит от нижнего края переднеспинки до конца брюшка.
Задняя часть головы чёрная. Переднеспинка довольно гладкая, слегка вогнутая и напоминает седло (латинское название ephippium означает «седло»). У них круглые маленькие атрофированные крылья, выступающие на несколько миллиметров ниже переднеспинки Они непригодны для полета и используются только для излучения звука (стридуляция). У самок яйцеклад длинный и слегка изогнутый вверх. У самцов церки отчетливо выделяются, они цилиндрической формы и относительно длинные.

## Поведением
Взрослые особи встречаются с июля по октябрь. Личинки проходят около 5 стадий развития. Ephippiger terrestris всеядны. И самец, и самка могут издавать звуки, хотя самка делает это редко и только в ответ на сигналы самцов.